# Імперська реформа
Імперська реформа (нім. Reichsreform) — сукупність заходів, спрямованих на реформування системи управління Священної Римської імперії, затверджена загальноімперським рейхстагом у Вормсі в 1495 році і доповнена Аугсбургським рейхстагом в 1500 році. В основу реформи лягли пропозиції імператора Максиміліана I. Імперська реформа лягла в основу державного устрою імперії нового часу і, поряд з положеннями Вестфальського миру 1648 року була визначальною в системі міждержавних зв'язків в Німеччині до кінця існування Священної Римської імперії в 1806 році.

## Склад реформи
Імперська реформа включала в себе наступні нововведення:
1. Встановлення «Вічного земського миру» (нім. Ewiger Landfriede), під яким розумілося заборону використання військової сили для вирішення протиріч і суперечок між окремими державними утвореннями імперії.
2. Створення Вищого імперського суду (нім. Reichskammergericht) як верховної судової інстанції імперії, в юрисдикцію якого потрапляли всі конфлікти між державами імперії, між монархами і станами, між князівствами і імператором. Встановлення Вищого імперського суду завершило складання єдиної правової системи імперії, яка стала грати роль одного з небагатьох елементів, що пов'язують сотні німецьких державних утворень у складі Священної Римської імперії.
3. Організація імперських округів (нім. Reichskreise). Територія імперії була розбита на шість (з 1512 року — десять) округів, в кожному з яких були сформовані регіональні органи управління. Право на участь в зборах округу отримали всі державні утворення (князівства, імперські лицарі, вільні міста, церковні володіння), розташовані на його території. Округи займалися питаннями військового будівництва, набору і постачання армії, розподілу і стягування імперських податків і вирішення регіональних конфліктів. Органи управління округів стали виконувала роль посередника між імператором і загальноімперськими установами з одного боку, і суб'єктами імперії, з іншого.
4. Встановлення Імперського управління (ньому. Reichsregiment) — вищого виконавчого органу влади імперії, який очолювався імператором і складався з 20 представників суб'єктів імперії (світських і духовних князів, вільних міст, дворянства). Імперське управління було фактично органом влади імперського рейхстагу, і, тому, не отримало підтримки імператора. У 1502 році управління було розпущено, потім в 1521 році відновлено імператором Карлом V з дорадчими функціями і остаточно ліквідовано в 1531 році.

## Наслідки реформи
Існує дві точки зору на Імперську реформу. Згідно з однією, реформа залишилася незавершеною і не вирішила інституційних проблем Священної Римської імперії. Прихильники цього підходу виходять з того, що метою реформ Максиміліана I в імперії було її перетворення в сучасну централізовану державу на кшталт національних держав заходу.
В даний час більш поширеною є інша точка зору, згідно з якою Імперська реформа була спробою знаходження ефективного балансу влади між імперією і державами, що в неї входили, що дозволяло зберігати роль і вплив імперії в Європі та відповідати викликам нового часу. Виходячи з цієї позиції, реформа була досить успішною і дозволила зберегти дієздатність Священної Римської імперії ще на три століття.

## Подальше читання
- Heinz Angermeier: Die Reichsreform. 1410—1555. Die Staatsproblematik in Deutschland zwischen Mittelalter und Gegenwart. Beck, Munich, 1984, ISBN 3-406-30278-5 (Likewise: Munich, Univ., Diss., 1954).
- Mattias G. Fischer: Reichsreform und «Ewiger Landfrieden». Über die Entwicklung des Fehderechts im 15. Jahrhundert bis zum absoluten Fehdeverbot von 1495. Scientia-Verlag, Aalen, 2007, ISBN 978-3-511-02854-1 (Untersuchungen zur deutschen Staats- und Rechtsgeschichte Neue Folge 35) Likewise: Göttingen, Univ., Diss., 2002.
- Hermann Heimpel: Studien zur Kirchen- und Reichsreform des 15. Jahrhunderts. Winter, Heidelberg, 1974, ISBN 3-533-02338-9 (Sitzungsberichte der Heidelberger Akademie der Wissenschaften, Philosophisch-Historische Klasse 1974.
- Victor von Kraus: Das Nürnberger Reichsregiment. Gründung und Verfall. 1500—1502. Ein Stück deutscher Verfassungs-Geschichte aus dem Zeitalter Maximilians. Nach archivalischen Quellen dargestellt. Wagner, Innsbruck, 1883 (Neudruck: Scientia-Verlag, Aalen, 1969).
- Karl-Friedrich Krieger: König, Reich und Reichsreform im Spätmittelalter. 2nd revised edition. Oldenbourg, Munich, 2005, ISBN 3-486-57670-4 (Enzyklopädie Deutscher Geschichte 14). Contains a comprehensive bibliography.